# Montezumina modesta
Montezumina modesta – gatunek owada z rzędu prostoskrzydłych i rodziny pasikonikowatych.

## Zasięg występowania
Południowo-wschodnia część USA od Florydy i wschodnia Teksasu na południe po Ohio i New Jersey na północ.

## Budowa ciała
Ubarwienie ciała zielone, górna część tułowia i  przód pierwszej pary skrzydeł z żółtawym wierzchołkiem. Oko z wyraźną ciemną, ukośną pręgą.

## Biologia i ekologia
Zamieszkuje różnorodne środowiska. Na płn. Florydy występuje zarówno w siedliskach suchych jak i wilgotnych, dalej na północy spotykany zwykle w nisko położonych lasach. Imago spotykane zwykle od czerwca do sierpnia.